# بدولو
بدولو (به ایتالیایی: Bedollo) یک کومونه در ایتالیا است که در ترنتینو واقع شده‌است.

## خصوصیات
بدولو ۲۷٫۴ کیلومترمربع مساحت و ۱٬۴۰۶ نفر جمعیت دارد.